# Jw cad
Jw_cad (або Jw_win чи Jw_cad for Windows) ― безплатна двомірна система автоматизованого проєктування для операційної системи Windows, адаптована для створення архітектурних та будівельних креслень за стандартами Японії.

## Історія
Програма Jw_cad створена японськими інженерами архітекторами Jiro Shimizu та Yoshifumi Tanaka спочатку була створена для DOS, а згодом переписана і портована на Windows.
Jw_cad поширюється безплатно і є популярною САПР в Японії як альтернатива комерційним САПР.
Для використання програми в macOS або Linux застосовується середовище Wine, а для коректного відображення японських ієрогліфів в інтерфейсі програми необхідно встановити додаткову програму Winetricks та завантажити з допомогою неї пакунок шрифтів cjkfonts.

## Особливості
Інтерфейс програми побудовано з великої кількості панелей інструментів без піктографічних кнопок, а натомість кнопки інструментів містять японські ієрогліфічні надписи.
У комплекті з програмою йде бібліотека зразків креслень.

### Формати файлів
Jw_cad має власні формат файлів для зберігання креслень ― JWW та JWC. Формат JWW також підтримується вільною САПР LibreCAD.
Окрім власних форматів, Jw_cad підтримує файли креслень DXF та SXF (SFC/P21).